# Classic Brugge-De Panne femminile 2025
La Classic Brugge-De Panne femminile 2025, ottava edizione della corsa e valevole come ottava prova dell'UCI Women's World Tour 2025 categoria 1.WWT, si svolse il 27 marzo 2025 su un percorso di 152,7 km, con partenza da Bruges ed arrivo a De Panne, in Belgio. La vittoria fu appannaggio dell'olandese Lorena Wiebes, la quale completò il percorso in 3h42'13", alla media di 41,23 km/h, precedendo le italiane Chiara Consonni ed Elisa Balsamo.
Sul traguardo di De Panne 127 cicliste, delle 135 partite da Bruges, portarono a termine la competizione.

## Squadre e cicliste partecipanti
| N.      | Cod. | Squadra                    |
| ------- | ---- | -------------------------- |
| 1-6     | LTK  | Lidl-Trek                  |
| 11-15   | SDW  | Team SD Worx-Protime       |
| 21-26   | FDC  | Fenix-Deceuninck           |
| 31-36   | AGS  | AG Insurance-Soudal Team   |
| 41-46   | TVL  | Team Visma-Lease a Bike    |
| 51-56   | CSZ  | Canyon-SRAM Zondacrypto    |
| 61-65   | CTC  | Ceratizit Pro Cycling Team |
| 71-76   | TFS  | FDJ-Suez                   |
| 81-86   | HPH  | Human Powered Health       |
| 91-96   | LIV  | Liv AlUla Jayco            |
| 101-106 | MOV  | Movistar Team              |
| 111-116 | CGS  | Roland                     |

| N.      | Cod. | Squadra                   |
| ------- | ---- | ------------------------- |
| 121-126 | TPP  | Team Picnic PostNL        |
| 131-135 | UAD  | UAE Team ADQ              |
| 141-146 | UXM  | Uno-X Mobility            |
| 151-156 | ARK  | Arkéa-B&B Hotels Women    |
| 161-166 | CWT  | Cofidis Women Team        |
| 171-176 | AUB  | St Michel-P. Home-Auber93 |
| 181-186 | VWT  | VolkerWessels Pro Cycling |
| 191-196 | LOL  | Lotto Ladies              |
| 201-206 | DDG  | DD Group Pro Cycling Team |
| 211-216 | PRO  | Velopro-Alphamotorhomes   |
| 221-226 | REP  | Team Coop-Repsol          |

## Ordine d'arrivo (Top 10)
| Pos. | Corridore             | Squadra   | Tempo    |
| ---- | --------------------- | --------- | -------- |
| 1    | Lorena Wiebes         | SD Worx   | 3h42'13" |
| 2    | Chiara Consonni       | Canyon    | s.t.     |
| 3    | Elisa Balsamo         | Lidl      | s.t.     |
| 4    | Georgia Baker         | Liv AlUla | s.t.     |
| 5    | Lara Gillespie        | UAE       | s.t.     |
| 6    | Nienke Veenhoven      | Visma     | s.t.     |
| 7    | Linda Zanetti         | Uno-X     | s.t.     |
| 8    | Valentine Fortin      | Cofidis   | s.t.     |
| 9    | Mylène de Zoete       | Ceratizit | s.t.     |
| 10   | Kathrin Schweinberger | Human     | s.t.     |